# Brotherhood of the Snake
A Brotherhood of the Snake a Testament nevű thrash metal együttes tizenegyedik stúdióalbuma, amely 2016-ban jelent meg a Nuclear Blast kiadónál. A lemez producere Juan Urteaga volt, míg a keverést Andy Sneap végezte. Az album dalait a gitáros Eric Petersen egymaga írta. Elsőként a címadó dalt hozták nyilvánosságra szeptember elején, majd másodikként a Stronghold című dalt az október végi megjelenés előtt két héttel.

## Dalok
| 1.    | Brotherhood of the Snake | 4:14 |
| 2.    | The Pale King            | 4:51 |
| 3.    | Stronghold               | 4:00 |
| 4.    | Seven Seals              | 5:38 |
| 5.    | Born in a Rut            | 4:57 |
| 6.    | Centuries of Suffering   | 3:34 |
| 7.    | Black Jack               | 4:21 |
| 8.    | Neptune's Spear          | 5:27 |
| 9.    | Canna-Business           | 3:47 |
| 10.   | The Number Game          | 4:38 |
| 45:27 |                          |      |

## Közreműködők
- Chuck Billy – ének
- Eric Peterson – gitár
- Alex Skolnick – szólógitár
- Steve DiGiorgio – basszusgitár
- Gene Hoglan – dobok